# Lyocell
 (juillet 2014).

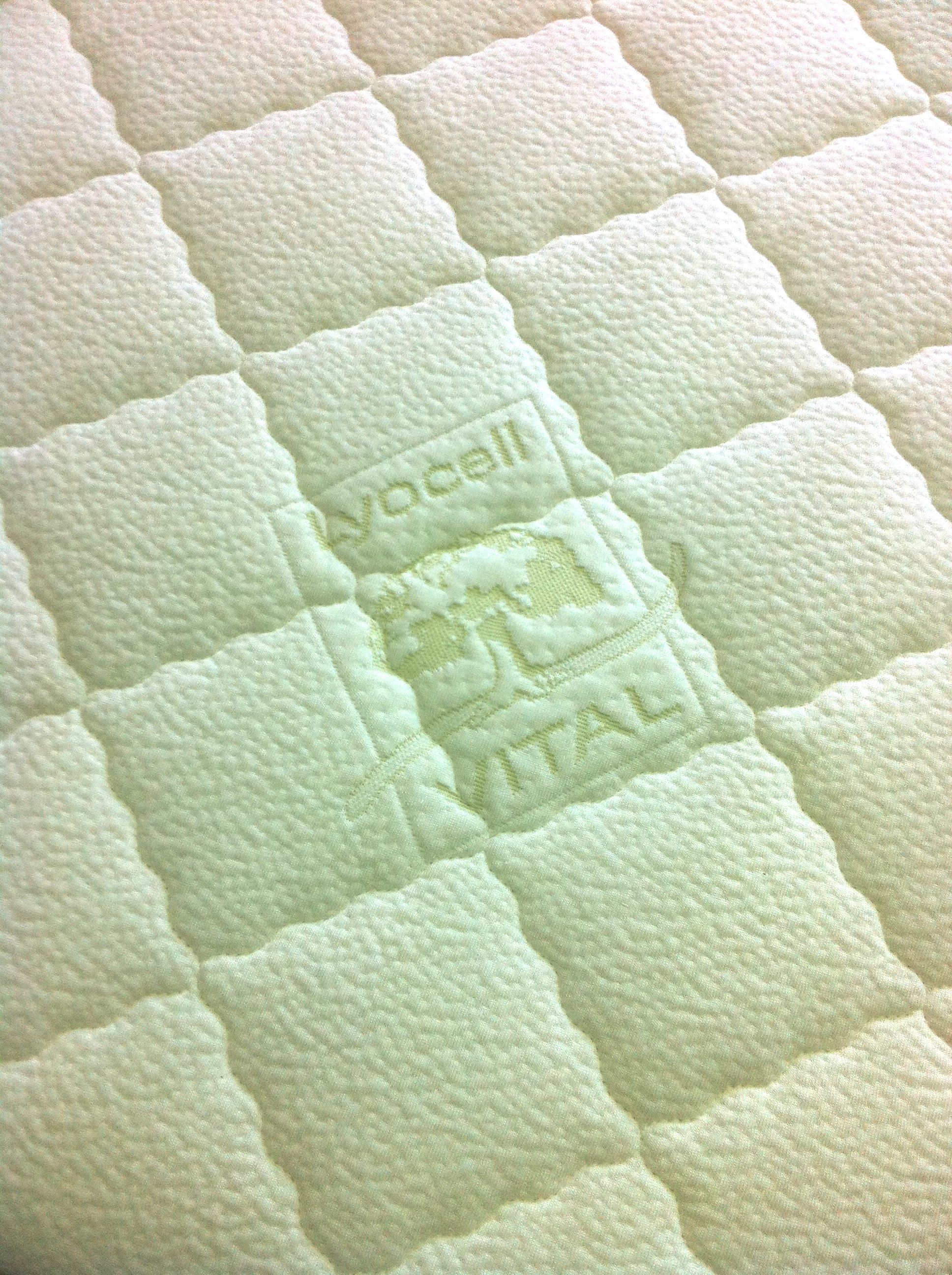
Un matelas contenant du Lyocell.

Lyocell (marques déposées : Lenzing Lyocell, Tencel, Alceru, Newcell, etc.) est une viscose permettant de créer des fils pour l'industrie textile. Sa fibre d'origine artificielle est produite à partir de pulpe de bois, principalement de l'eucalyptus mais aussi du chêne ou du bouleau. La cellulose est concassée et dissoute dans du monohydrate de N-oxyde de N-méthylmorpholine (NMMO) ; le produit résultant est de consistance similaire au miel, mais durcit au passage dans la filière.

## Caractéristiques
- Fibre 100 % cellulosique (modifiée chimiquement).
- Grande résistance mécanique à l’état sec ou mouillé (jusqu’à 40 °C).
- Bonne absorption de l’humidité (supérieure au coton ou à la soie).
- Biodégradable[réf. nécessaire].
- Infroissable.
- Lavable à 60 °C avec un rétrécissement d'environ 5 %.
- Le lyocell est dit antibactérien grâce à sa bonne absorption de l'humidité[2].
- Moins d’eau nécessaire pour la production

La soude utilisée pour la fabrication est recyclée à 99 %. Le lyocell n'utilise pas de disulfure de carbone ou d'acide sulfurique, mais le solvant NMMO qui est recyclé à 97% dont les conséquences sur la santé et l'environnement sont ignorées car non étudiées et suspectées dangereuses.
Présenté comme une alternative au coton, sa production consomme 95 % d'eau en moins[source insuffisante], mais il reste plus cher.

## Utilisation

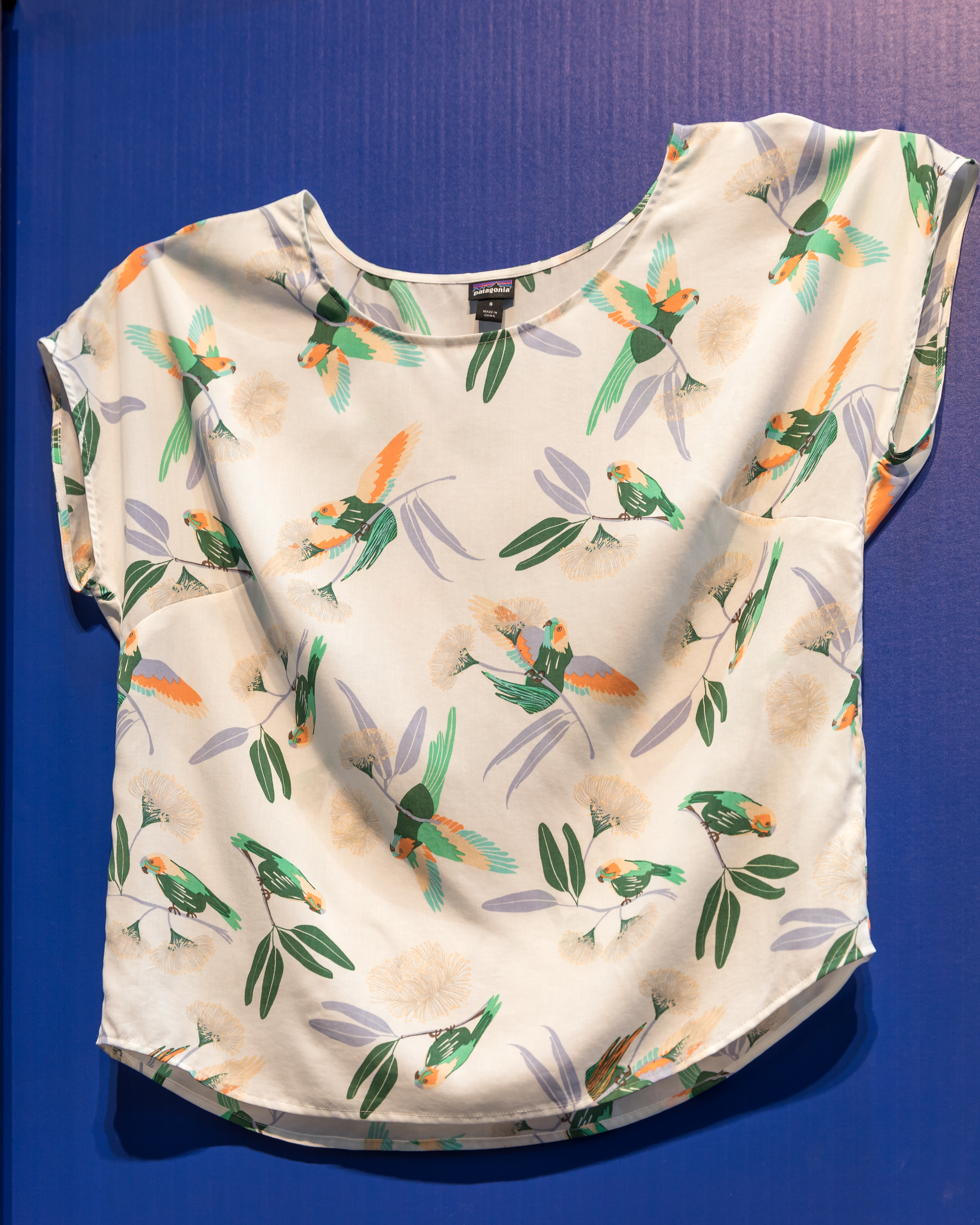
Un vêtement en Lyocell.

Ces caractéristiques particulières font de la fibre Lyocell une matière première pour l’industrie textile (habillement, tissu technique, ameublement). C'est un matériau de la mode durable, qui utilise 95 % d'eau en moins et émet moitié moins de dioxyde de carbone par rapport aux matériaux traditionnels[source insuffisante].

## Histoire
Le Lyocell a été produit pour la première fois dans les laboratoires de la société Courtaulds Fibers Inc. en 1988.
En 1992, sa commercialisation commence sous le nom de Tencel. Puis, avec l’expansion de la demande, la société autrichienne Lenzing AG le commercialise sous le nom de Lenzing Lyocell.